# Nordsjælland Cobras
Nordsjælland Cobras je hokejový klub z Hørsholmu, který hraje Dánskou hokejovou ligu v Dánsku.
Klub byl založen roku 2000. Jejich domovským stadionem je Hørsholm Skøjtehal s kapacitou 2260 lidí.